# 北京现代汽车
北京现代汽车有限公司（BEIJING-HYUNDAI AUTO，简称“北京现代”），成立于2002年10月18日，是中国加入WTO后被批准的第一个汽车生产领域的中外合资项目，由北京汽车投资有限公司和韩国现代汽车股份有限公司共同出资建立的汽车制造公司。
历经13年的发展，北京现代已构建起百万产销体系，产品线涵盖了A0级、A级，B级及SUV等主流细分市场，产销累计超过600万辆，实现销售总收入超过6000亿元，纳税超过800亿元，带动就业超过20万人，为北京市经济增长，为中国汽车工业发展做出了重要贡献，被誉为中韩经贸合作的典范。
2017年9月28日，全球权威的市场调研机构J.D. Power发布了2017年中国新车质量研究(IQS)报告，北京现代夺得了质量冠军。 
根据中国汽车工业协会统计，北京现代2005年轿车销量为22.47万辆，列全国第四位。截至2019年3月，北京現代汽車在北京有3家整车生产工厂，年生产能力为105万辆，但原现代一厂2021年被理想汽车接手。

## 主要产品

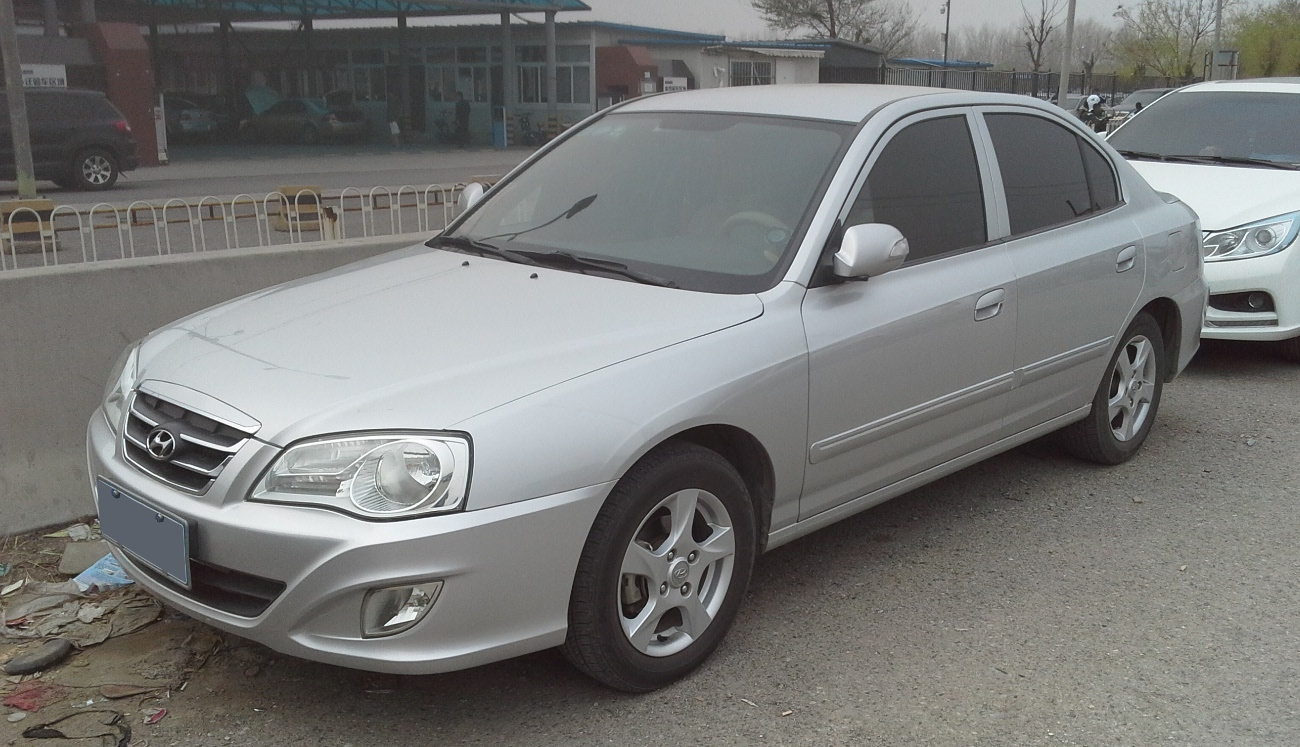
伊兰特XD（小改款）

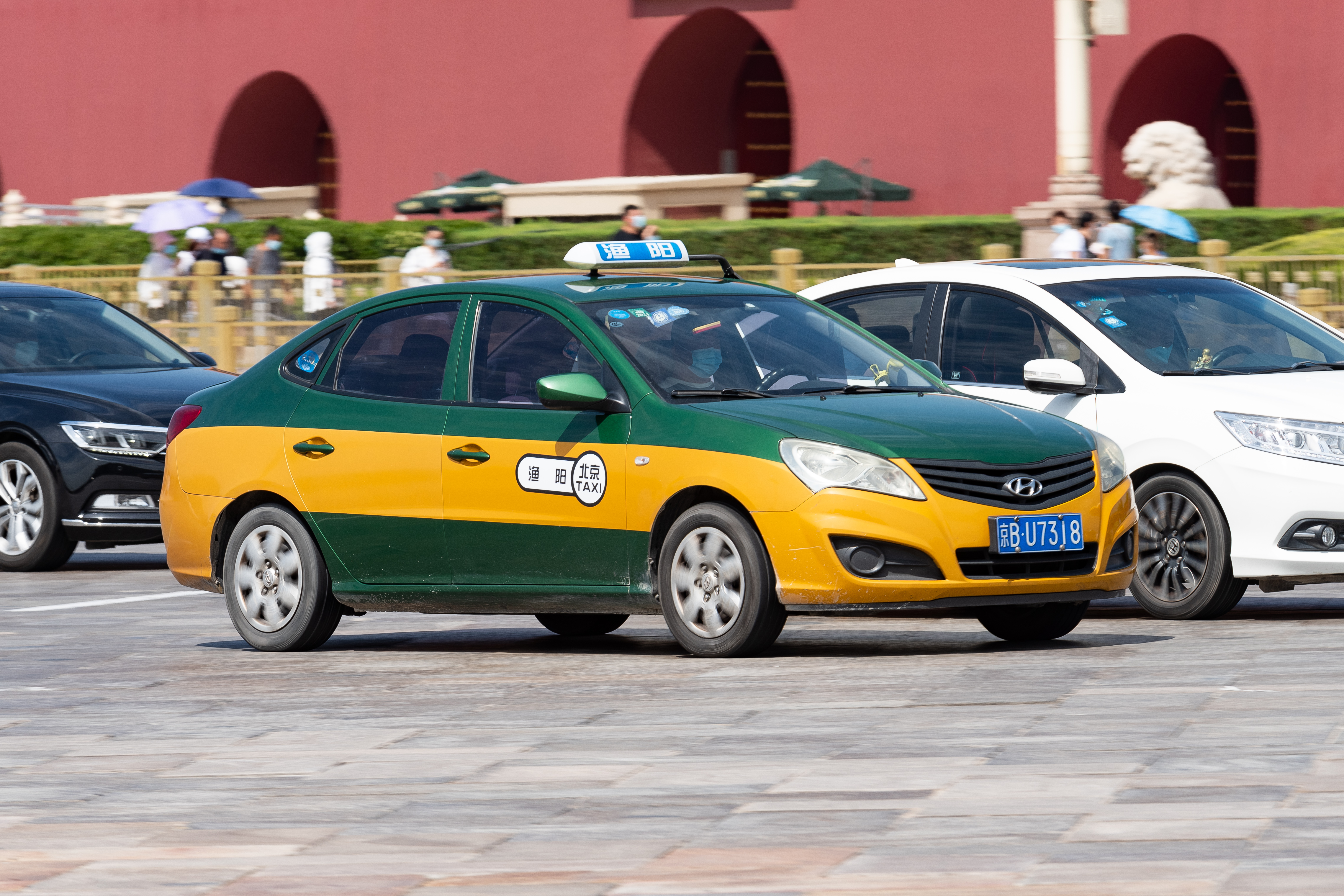
用于北京出租车的伊兰特悦动

- 索纳塔（Sonata）
- 伊兰特（Elantra）
- 途胜（Tucson）
- 新胜达（Santa Fe）
- 菲斯塔（Lafesta）
- 库斯途（custo)
- 木法沙(Mufasa)